# Bernardo Sousa
Bernardo Rodrigues Tomás Sousa (Funchal, 16 maggio 1987) è un pilota di rally portoghese.

## Carriera
Proveniente dal karting, nel 2006 ha iniziato a prendere parte al campionato nazionale portoghese, mentre nel 2007 ha debuttato nel campionato mondiale rally. Nel 2008 e nel 2009 ha preso parte alle tappe valide per il campionato del mondo rally vetture di produzione, ottenendo come migliori risultati nel 2008 un podio di categoria al rally dell'Acropoli e il nono posto finale.
Nel 2010 è passato a correre con una Ford Fiesta S2000 nel contesto del Super 2000 World Rally Championship e ha vinto il campionato portoghese rally. Nel 2011 si è piazzato in quarta posizione nel SWRC con una vittoria di categoria in Giordania e un secondo posto in Grecia. Sempre in Giordania con il 10º posto assoluto ha ottenuto il suo primo punto iridato.

## Vittorie nel S-WRC
| # | Stagione | Evento             | Co-pilota     | Auto              | Squadra              |
| - | -------- | ------------------ | ------------- | ----------------- | -------------------- |
| 1 | 2011     | Rally di Giordania | António Costa | Ford Fiesta S2000 | Team Quinta do Lorde |

## Risultati nel mondiale rally

### WRC
| 2007 | Scuderia | Vettura               |  |  |  |  |     |  |  |  |  |  |  |  |  |  |  |  | Punti | Pos. |
| ---- | -------- | --------------------- |  |  |  |  | --- |  |  |  |  |  |  |  |  |  |  |  | ----- | ---- |
| 2007 |          | Mitsubishi Lancer Evo |  |  |  |  | Rit |  |  |  |  |  |  |  |  |  |  |  | 0     |      |

| 2008 | Scuderia             | Vettura               |  |    |  |    |  |  |    |    |    |  |    |  |  |  |    |  | Punti | Pos. |
| ---- | -------------------- | --------------------- |  | -- |  | -- |  |  | -- | -- | -- |  | -- |  |  |  | -- |  | ----- | ---- |
| 2008 | Red Bull Rallye Team | Mitsubishi Lancer Evo |  | 19 |  | 18 |  |  | 15 | 24 | NP |  | 18 |  |  |  | 31 |  | 0     |      |

| 2009 | Scuderia | Vettura                   |  |     |  |    |  |     |    |  |  |     |  |    |  |  |  |  | Punti | Pos. |
| ---- | -------- | ------------------------- |  | --- |  | -- |  | --- | -- |  |  | --- |  | -- |  |  |  |  | ----- | ---- |
| 2009 |          | Abarth Grande Punto S2000 |  | Rit |  | NP |  | Rit | 16 |  |  | Rit |  | 15 |  |  |  |  | 0     |      |

| 2010 | Scuderia             | Vettura           |    |  |    |  |  |    |  |  |    |     |    |  |     |  |  |  | Punti | Pos. |
| ---- | -------------------- | ----------------- | -- |  | -- |  |  | -- |  |  | -- | --- | -- |  | --- |  |  |  | ----- | ---- |
| 2010 | Ford/Quinta do Lorde | Ford Fiesta S2000 | 19 |  | SQ |  |  | 15 |  |  | 32 | Rit | 32 |  | Rit |  |  |  | 0     |      |

| 2011 | Scuderia             | Vettura           |  |  |     |    |     |  |    |    |    |  |    |     |  |  |  |  | Punti | Pos. |
| ---- | -------------------- | ----------------- |  |  | --- | -- | --- |  | -- | -- | -- |  | -- | --- |  |  |  |  | ----- | ---- |
| 2011 | Ford/Quinta do Lorde | Ford Fiesta S2000 |  |  | Rit | 10 | Rit |  | 11 | 24 | 35 |  | 15 | Rit |  |  |  |  | 1     | 28º  |

| 2014 | Scuderia | Vettura         |  |  |  |    |  |    |    |  |     |  |    |     |     |  |  |  | Punti | Pos. |
| ---- | -------- | --------------- |  |  |  | -- |  | -- | -- |  | --- |  | -- | --- | --- |  |  |  | ----- | ---- |
| 2014 |          | Ford Fiesta RRC |  |  |  | 15 |  | 15 | 16 |  | Rit |  | 17 | Rit | Rit |  |  |  | 0     |      |

| 2015 | Scuderia         | Vettura            |  |  |  |  |     |     |     |  |  |  |  |  |  |  |  |  | Punti | Pos. |
| ---- | ---------------- | ------------------ |  |  |  |  | --- | --- | --- |  |  |  |  |  |  |  |  |  | ----- | ---- |
| 2015 | ACSM Rallye Team | Peugeot 208 T16 R5 |  |  |  |  | Rit | Rit | Rit |  |  |  |  |  |  |  |  |  | 0     |      |

| 2016 | Scuderia | Vettura         |  |  |  |  |     |  |    |    |  |  |  |  |  |  |  |  | Punti | Pos. |
| ---- | -------- | --------------- |  |  |  |  | --- |  | -- | -- |  |  |  |  |  |  |  |  | ----- | ---- |
| 2016 |          | Ford Fiesta R2T |  |  |  |  | Rit |  | 33 | 35 |  |  |  |  |  |  |  |  | 0     |      |

| Legenda | 1º posto | 2º posto | 3º posto | A punti | Senza punti | Ritirato | Squalificato | NP=Non partito C=Gara cancellata | Apice=Power stage |

### S-WRC/WRC-2
| 2010 | Scuderia                    | Vettura           |   |  |    |  |  |   |  |  |   |     |   |  |     |  |  |  | Punti | Pos. |
| ---- | --------------------------- | ----------------- | - |  | -- |  |  | - |  |  | - | --- | - |  | --- |  |  |  | ----- | ---- |
| 2010 | Team Ford / Quinta do Lorde | Ford Fiesta S2000 | 6 |  | SQ |  |  | 4 |  |  | 7 | Rit | 7 |  | Rit |  |  |  | 32    | 8º   |

| 2011 | Scuderia                                         | Vettura           |  |  |  |   |     |  |   |   |   |  |   |     |  |  |  |  | Punti | Pos. |
| ---- | ------------------------------------------------ | ----------------- |  |  |  | - | --- |  | - | - | - |  | - | --- |  |  |  |  | ----- | ---- |
| 2011 | Team Quinta do Lorde Team Ford / Quinta do Lorde | Ford Fiesta S2000 |  |  |  | 1 | Rit |  | 2 | 6 | 8 |  | 4 | Rit |  |  |  |  | 67    | 4º   |

| 2014 | Scuderia | Vettura         |  |  |  |   |  |   |   |  |     |  |   |     |     |  |  |  | Punti | Pos. |
| ---- | -------- | --------------- |  |  |  | - |  | - | - |  | --- |  | - | --- | --- |  |  |  | ----- | ---- |
| 2014 |          | Ford Fiesta RRC |  |  |  | 5 |  | 5 | 5 |  | Rit |  | 2 | Rit | Rit |  |  |  | 48    | 8º   |

| 2015 | Scuderia         | Vettura         |  |  |  |  |     |     |     |  |  |  |  |  |  |  |  |  | Punti | Pos. |
| ---- | ---------------- | --------------- |  |  |  |  | --- | --- | --- |  |  |  |  |  |  |  |  |  | ----- | ---- |
| 2015 | ACSM Rallye Team | Peugeot 208 T16 |  |  |  |  | Rit | Rit | Rit |  |  |  |  |  |  |  |  |  | 0     |      |

| Legenda | 1º posto | 2º posto | 3º posto | A punti | Senza punti | Ritirato | Squalificato | NP=Non partito C=Gara cancellata | Apice=Power stage |

### P-WRC
| 2008 | Scuderia             | Vettura                  |  |   |  |   |  |  |   |    |  |  |   |  |  |  |   |  | Punti | Pos. |
| ---- | -------------------- | ------------------------ |  | - |  | - |  |  | - | -- |  |  | - |  |  |  | - |  | ----- | ---- |
| 2008 | Red Bull Rallye Team | Mitsubishi Lancer Evo IX |  | 8 |  | 8 |  |  | 2 | 11 |  |  | 7 |  |  |  | 9 |  | 12    | 9º   |

| 2009 | Scuderia | Vettura                        |  |     |  |    |  |     |   |  |  |     |  |   |  |  |  |  | Punti | Pos. |
| ---- | -------- | ------------------------------ |  | --- |  | -- |  | --- | - |  |  | --- |  | - |  |  |  |  | ----- | ---- |
| 2009 |          | Fiat Abarth Grande Punto S2000 |  | Rit |  | NP |  | Rit | 5 |  |  | Rit |  | 4 |  |  |  |  | 9     | 10º  |

| Legenda | 1º posto | 2º posto | 3º posto | A punti | Senza punti | Ritirato | Squalificato | NP=Non partito C=Gara cancellata | Apice=Power stage |

### 24 Ore di Le Mans
| Anno | Classe    | N° | Gomme | Vettura          | Squadra            | Co-piloti           | Giri | Pos. Assol. | Pos. di Classe |
| ---- | --------- | -- | ----- | ---------------- | ------------------ | ------------------- | ---- | ----------- | -------------- |
| 2025 | LMGTE Pro | 77 | G     | Ford Mustang GT3 | Proton Competition | Ben Barker Ben Tuck | 338  | 41º         | 9º             |